# Fanaero-Chile
Das Unternehmen Fanaero-Chile (eigentlich: Fábrica Nacional de Aeronaves de Chile) wurde 1953 gegründet und befasste sich anfangs mit dem Umbau ehemals militärisch genutzter Catalina-Flugboote zu Passagiermaschinen. Im Jahre 1955 begann man für die chilenische Luftwaffe ein zweisitziges Schulflugzeug, die Fanaero-Chile Chincol, zu entwickeln. Von diesem wurde jedoch nur ein Prototyp gebaut. Auf Grund technischer Probleme verzögerte sich der Start der Serienproduktion erheblich, sodass der Auftrag über 50 Exemplare von der chilenischen Luftwaffe storniert wurde, bevor nur ein einziges Serienflugzeug hergestellt war. Später arbeitete man noch am Prototyp eines Jet-Flugzeugs, bevor das Unternehmen 1960 geschlossen wurde.

## Weiterführende Informationen
- Bill Gunston: World Encyclopedia of Aircraft Manufacturers. Naval Institute Press, Annapolis 1993
- Marc Volland: Die Flugzeuge von Embraer und anderer lateinamerikanischer Flugzeugbauer ab 1945. ISBN 978-3-8423-0004-0, S. 139.

## Weblink
- http://enhancedwiki.altervista.org/es.php?title=FANAERO-Chile